# 布爾 (明尼蘇達州)
布爾（英語：Buhl）是一個位於美國明尼蘇達州聖路易斯縣的城市。

## 歷史
布爾的郵局自1900年營運至今。布爾於1901年升格為城市。

## 人口
根據2020年美國人口普查的數據，布爾的面積為9.10平方千米，當中陸地面積為8.57平方千米，而水域面積為0.53平方千米。當地共有人口952人，而人口密度為每平方千米105人。